# Таборинский национальный белорусский район
Таборинский национальный белорусский район — автономная административная единица (национальный район) в составе РСФСР в 1932—1938 годах. Теперь — Таборинский район Свердловской области России.

## История
Во второй половине 1920-х – начале 1930-х годов до мест компактного проживания белорусских переселенцев Сибири и Дальнего Востока докатились отголоски белорусизации из Белорусской ССР. В 1927 году в ряд районов Сибирского края была направлена комиссия Наркомпроса РСФСР, которая выработала меры по созданию в них школ с белорусским языком обучения. Планировалось создание белорусского отделения в Новосибирском педагогическом техникуме.
В 1932 году Таборинский район получил статус белорусского национального района. По оценкам обкома партии, около 65–70% населения края составляли белорусы. Большинство представителей национальности основали здесь свои деревни во времена крестьянских переселений столыпинской реформы. Белорусское население преобладало в деревнях Чирки, Озёрки, Александровск, Ефимовск, Вознесенск, Павинск, Унже-Павинск, Альтовка и других. Наряду с ними, в районе существовали поселения чалдонов (русских старожилов Сибири), переселенцев из ряда западных губерний России, украинцев, поляков, чувашей и других. 
В 1933 году была проведена «коренизация аппарата» — формирование сельсоветов, судебных органов, милиции и культпросвета из числа этнических белорусов. Делопроизводство перешло на белорусский язык, также как и школьное образование. В райцентре, посёлке Таборы, была открыта школа по изучению белорусского языка, посещение которой стало обязательным для большинства госслужащих. Для учителей района в Белоруссии были организованы восьмимесячные курсы. В деревнях Добрино, Носово, Озёрки и Пальмино проходили 25-дневные курсы по изучению национального языка и основ советского кооперативного строительства. В 1932 году в райцентре открылся белорусский педагогический техникум.
Однако уже во второй половине 1930-х гг. эксперимент по созданию белорусского национального района был полностью свёрнут. Причиной этому послужили как внешние, так и внутренние обстоятельства. Во-первых, в тот период произошли изменения во внутренней политике СССР, началась борьба с нацдемами. Во-вторых, местное население достаточно пассивно отреагировало на белорусизацию.